# Сернансельє
Сернансе́льє (порт. Sernancelhe; МФА: [sɨɾ.nɐ̃.ˈsɐ.ʎɨ], Сирненсе́льї) — муніципалітет і містечко в Португалії, в окрузі Візеу. Розташований у центрально-північній частині країни, на теренах історичної португальської провінції Бейра. Належить до Ламегуської діоцезії Католицької церкви в Португалії. Права міського самоврядування має з 1124 року. Поділяється на 13 парафій. За адміністративним поділом, чинним до 1976 року, був складовою провінції Верхня Бейра. Площа муніципалітету — 228,61 км², населення муніципалітету — 5671 ос. (2011); густота населення — 24,81 осіб/км²
. Патрон — Діва Марія. Святковий день муніципалітету — 3 травня. Поштовий індекс — 3640.  Код місцевої адміністративної одиниці — 1818. Складова статистичного регіону Північ.

## Географія
Сернансельє розташоване на півночі Португалії, на сході округу Візеу.
Сернансельє межує на півночі з муніципалітетами Табуасу і Сан-Жуан-да-Пешкейра, на сході — з муніципалітетами Пенедону і Транкозу, на півдні — з муніципалітетом Агіар-да-Бейра, на південному заході — з муніципалітетом Сатан, на північному заході — з муніципалітетом Моймента-да-Бейра.

## Історія
1124 року португальська графиня Тереза Леонська надала Сернансельє форал, яким визнала за поселенням статус містечка та муніципальні самоврядні права.

## Населення
| Кількість мешканців | Кількість мешканців | Кількість мешканців | Кількість мешканців | Кількість мешканців | Кількість мешканців | Кількість мешканців | Кількість мешканців | Кількість мешканців | Кількість мешканців | Кількість мешканців | Кількість мешканців | Кількість мешканців | Кількість мешканців | Кількість мешканців |
| ------------------- | ------------------- | ------------------- | ------------------- | ------------------- | ------------------- | ------------------- | ------------------- | ------------------- | ------------------- | ------------------- | ------------------- | ------------------- | ------------------- | ------------------- |
| 1864                | 1878                | 1890                | 1900                | 1911                | 1920                | 1930                | 1940                | 1950                | 1960                | 1970                | 1981                | 1991                | 2001                | 2011                |
| 9 779               | 10 641              | 10 611              | 10 758              | 10 733              | 9 854               | 9 804               | 10 520              | 10 793              | 10 200              | 8 445               | 7 499               | 7 020               | 6 227               | 5 671               |